# Рик (футболист)
Рик Джо́натан Ли́ма Мора́ис (порт.-браз. Rick Jhonatan Lima Morais, более известный, как Рик порт.-браз. Rick); род. 2 сентября 1999, Сан-Луис) — бразильский футболист, нападающий аргентинского клуба «Тальерес».

## Клубная карьера
Рик — воспитанник клубов «Бока Джуниор», «Гремио», «Ивоти» и «Сеара». 19 января 2019 года в поединке Кубка Нордесте против «Сампайо Корреа» дебютировал за основной состав. 20 мая в матче против «Гремио» он дебютировал в бразильской Серии A. В 2020 году Рик помог клубу выиграть Кубок Нордесте. 30 мая 2021 года в поединке против «Гремио» он забил свой первый гол за «Сеара».
В начале 2022 года Рик перешёл в болгарский «Лудогорец».

## Достижения
Клубные
 «Сеара»
- Обладатель Кубка Нордесте —2020